# Cathrine Kraayeveld
Cathrine Helene Kraayeveld (ur. 30 września 1981) – amerykańska koszykarka występująca na pozycjach silnej skrzydłowej oraz środkowej.
Jej ojcem jest Dave Kraayeveld, były amerykański futbolista, który reprezentował klub Seattle Seahawks w lidze NFL, na pozycjach defensive end oraz defensive tackle.

## Osiągnięcia
Stan na 18 kwietnia 2017, na podstawie, o ile nie zaznaczono inaczej.
NCAA
- Uczestniczka II rundy turnieju NCAA (2005)
- Mistrzyni turnieju WNIT (Women’s National Invitation Tournament – 2002)
- MVP turnieju:
  - WNIT (2002)
  - Women’s Sports Foundation Classic (2004)
  - Oregon Classic (2004)
- Zaliczona do składu:
  - honorable mention:
    - All-Pac-10 (2002, 2003)
    - Pac-10 All-Academic team (2002, 2003)

Drużynowe
- Mistrzyni:
  - Belgii (2007)
  - Słowacji (2009)[3]
- Wicemistrzyni Czech (2010)
- Zdobywczyni pucharu:
  - Belgii (2007, 2008)
  - Czech (2010)
- Uczestniczka rozgrywek Euroligi (2006–2010)

Indywidualne
- Uczestniczka:
  - meczu gwiazd PLKK (2014)[4]
  - konkursu NBA Haier Shooting Stars podczas Weekendu Gwiazd NBA (2011)
- Zaliczona do (przez eurbasket.com):
  - I składu zawodniczek zagranicznych ligi słowackiej (2009)[3]
  - składu honorable mention ligi słowackiej (2009)[3]

- Liderka WNBL w zbiórkach (2006)